# جوالیقان
جوالیقان، روستایی از توابع بخش جره و بالاده شهرستان کازرون در استان فارس ایران است. که دارای نرگس زار و نخلستان می‌باشد 

## جمعیت
این روستا در دهستان جره قرار دارد و براساس سرشماری مرکز آمار ایران در سال ۱۳۸۵، جمعیت آن ۲۵۶ نفر (۵۱خانوار) بوده‌است.